# Burnt Oak (stacja metra)
Burnt Oak - naziemna stacja metra londyńskiego położona w dzielnicy Barnet. Leży na trasie Northern Line. Została otwarta w roku 1924. Projektantem budynku stacji był Stanley Heaps. Obecnie korzysta z niej ok, 3,2 mln pasażerów rocznie. Należy do czwartej strefy biletowej. Stacja Burnt Oak jest umiejscowiona na pozostałej z czasów rzymskich drodze teraz znanej jako Watling Avenue, co wyjaśnia dawną nazwę którą ta stacja nosiła do 1950 roku, Burnt Oak (Watling).

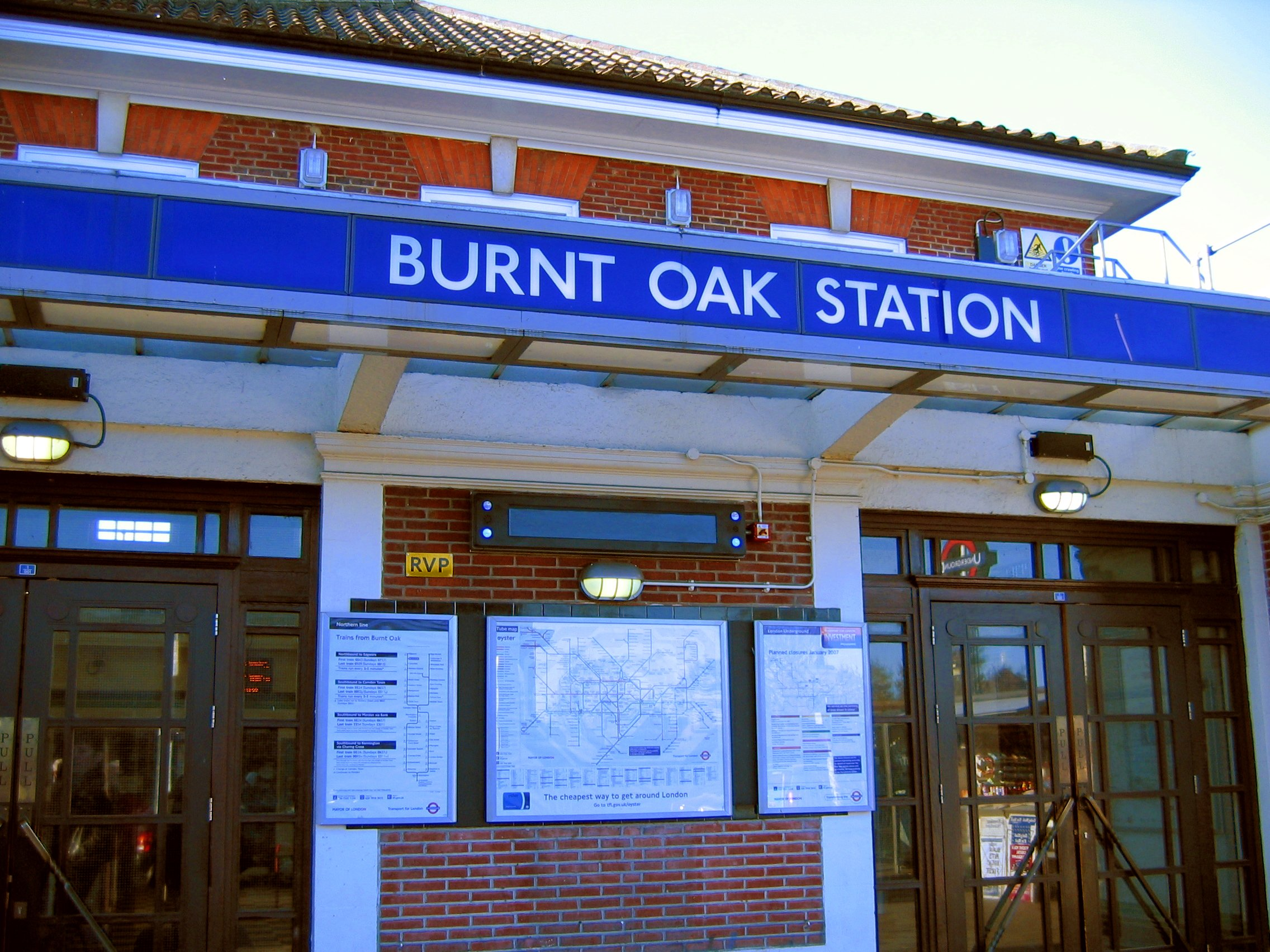
Wejście na stację